# Apanteles helleni
Apanteles helleni är en stekelart som beskrevs av Nixon 1972. Apanteles helleni ingår i släktet Apanteles och familjen bracksteklar. Inga underarter finns listade i Catalogue of Life.